# Dick & Dom
Dick & Dom, Dick (Richard McCourt) en Dom (Dominic Simon Wood) zijn twee presentatoren van CBBC. Ze hebben samen het voor een BAFTA genomineerde 'Bring It On' geschreven en zijn ook te zien in hun eigen weekendprogramma voor kinderen op de televisie 'Dick and Dom in da Bungalow', dat te zien is op de digitale CBBC-zender en ook op BBC 1.